# Le Retour de Lemmiwinks
Le Retour de Lemmiwinks (Bass to Mouth en VO) est le dixième épisode de la quinzième saison de la série télévisée d'animation américaine South Park et l'épisode 219e de la série globale. Il a été diffusé sur la chaine américaine Comedy Central le 19 octobre 2011.

## Synopsis
À l'école, un nouveau site de ragots nommé Eavesdropper ("oreille indiscrète" en anglais) a fait son apparition et connait un grand succès grâce aux scoops salés qu'il révèle. Cartman se moque en particulier d'un élève qui a fait dans sa culotte. La principale Victoria, M. Mackey et M. Adler veulent se débarrasser de ce site Internet car l'année passée, un élève avait fini par se suicider à la suite d'une mésaventure similaire. Ils font appel à Cartman pour étouffer l'affaire. Ce dernier commence par refuser car selon lui, une rumeur est impossible à contenir. Mais il change d’avis quand le corps enseignant lui fait une offre inespérée.
Cartman donne à une fille de sa classe un cupcake fourré au laxatif car il pense que seul un nouvel incident du même genre que le premier pourra l'étouffer. Humiliée, la jeune fille tente de se suicider et se fracture le bassin. Cartman estime avoir réussi sa mission mais les professeurs ne sont pas de cet avis. Forcé de trouver autre chose, Eric propose d'inviter les élèves à une soirée pizza pour les récompenser de leurs bons résultats, les pizzas devant être piégées au laxatif. Le garçon explique que si toute la classe se retrouve humiliée, la rumeur s’éteindra d'elle-même car tous voudront oublier l'incident. Le corps enseignant doit admettre que le plan de Cartman est le seul capable de réussir.
Stan, qui appréciait Eavesdropper, change d'avis quand il s’aperçoit que ses mails pour Kenny ont été piratés et que cela cause une violente dispute avec sa copine Wendy. Kyle accepte de l'aider à enquêter sur le site, et découvre que quelqu'un travaille dessus depuis l'ordinateur de la salle de musique de l'école. Ils y surprennent un rat coiffé d’une perruque blonde qui s’enfuit en laissant son nom, Wikileaks.
Pendant ce temps, la gerbille Lemmiwinks, qui vit désormais chez un des élèves, se voit confier par les fantômes des rois animaux la mission de retrouver et tuer Wikileaks, ce qui l'attriste car ce dernier est son frère.
À l'école, Cartman et le corps enseignant préparent les pizzas piégées. Les professeurs tiennent ensuite la promesse faite à Eric en faisant venir la chanteuse Selena Gomez, qu'ils battent brutalement sous les yeux du garçon ravi. Wikileaks a observé la scène avec une petite caméra et se prépare à révéler le piège des pizzas à toute l'école. Il annonce sur son site une grosse info à venir. Les professeurs, craignant pour leurs postes, décident de détourner l'attention en organisant le "suicide" d'un élève. Leur choix se porte vite sur Eric Cartman.
Le fantôme du Roi Poisson-Chat guide Stan et ses amis vers la demeure de Lemmiwinks pour le sortir de sa cage. De plus en plus d'élèves les accompagnent, tous ayant des choses sordides à cacher des talents d'informateurs de Wikileaks. La gerbille récupérée, tout le monde grimpe dans un bus direction l'école. Sur le trajet, le corps enseignant jette un Cartman ligoté, bâillonné et terrifié sous les roues du véhicule, qui s'immobilise. Les élèves en descendent et, sans plus se préoccuper de Cartman et de la "lettre de suicide" qu'il a laissé, expliquent la situation aux professeurs. Ces derniers les conduisent à destination en voiture. Lemmiwinks trouve Wikileaks en train de travailler sur son site, l'affronte et le tue. M. Mackey efface ensuite Eavesdropper et surtout l'article sur les pizzas qui allait être publié.
À la fin de l'épisode, on retrouve Cartman, qui a survécu à sa "tentative de suicide" au prix de quelques os brisés. Il se venge en offrant à tout le corps enseignant ses célèbres cupcakes fourrés aux laxatifs.